# Il capitano di lungo... sorso
Il capitano di lungo... sorso (The Extraordinary Seaman) è un film del 1969, diretto da John Frankenheimer.

## Trama
Il capitano inglese Finchhaven, morto nel vano tentativo di affondare un incrociatore nemico, viene rispedito sulla terra dai suoi antenati per meritarsi il cielo con una missione riuscita. Attacca delle navi giapponesi insieme a un gruppo di marinai sprovveduti e a una donna, ma riesce solo ad affondare un vascello già preda americana. La sua missione è fallita nuovamente.